# Jürgen Innenmoser
Jürgen Innenmoser (* 2. September 1942 in Stuttgart) ist ein deutscher Sportwissenschaftler und Hochschullehrer.

## Leben
Innenmoser studierte an der Universität zu Köln Biologie und Geographie für das Lehramt und erwarb an der Deutschen Sporthochschule Köln (DSHS) einen Abschluss als Diplom-Sportlehrer. 1974 schloss er an der Uni Köln seine Doktorarbeit im Fach Biologie ab, der Titel seiner Dissertation lautete „Stabilität des motorischen Musters der Gesänge von Gryllus bimaculates De Geer vor und nach subletaler Applikation des insektiziden Phosphorsäureesters Parathion“.
Ab 1970 war er an der Sporthochschule Köln als Hochschullehrer für Versehrtensport tätig, darüber hinaus übte er Übungsleitertätigkeiten im Behindertensport aus. 1975 wurde er Dozent am Institut für Rehabilitation und Behindertensport und DSHS.
1993 wurde er auf die Professur für Rehabilitationssport, Sporttherapie und Behindertensport an der in Folge der Auflösung der Deutschen Hochschule für Körperkultur (DHfK) neuaufgebauten Sportwissenschaftlichen Fakultät der Universität Leipzig berufen. Er gründete beim Verein RehaSport Leipzig sowie beim MTV Köln Behindertensportgruppen. Innenmoser richtete seine Arbeit international aus und gab sein Wissen unter anderem bei Vorträgen in asiatischen und afrikanischen Ländern weiter. Er veröffentlichte zahlreiche Beiträge zum Behinderten- und Versehrtensport, unter anderem aus der Sicht verschiedener Sportarten. Er beschäftigte sich mit den Paralympischen Spielen, und leitete mehrere Forschungsprojekte, unter anderem zum Thema „Leistungen und Bewegungstechniken von Behinderten in leichtathletischen Disziplinen“, zur Schwimmtechnik bei körperbehinderten Sportlern sowie zur Sporttherapie im Wasser mit herzkranken Kindern. Er etablierte an der Universität Leipzig den Einsatz von Ultraschall-Topometrie, Elektromyographie und Spiroergometrie im Rehabilitations- und Behindertensport. Das Auswärtige Amt baute auf Initiative Innenmosers und in Zusammenarbeit mit der Universität Leipzig Behindertensportkurse für Länder Asiens, Afrikas und Lateinamerikas auf. 2007 wurde er emeritiert. Im Stadtsportbund Köln wurde er 2014 Vorstandsmitglied für Inklusionsfragen.